# Ladina Müller
Ladina Müller (* 2. September 2001) ist eine Schweizer Unihockeyspielerin, welche beim Nationalliga-A-Verein Wizards Bern-Burgdorf unter Vertrag steht.

## Karriere
Müller spielte bis 2019 für den Nachwuchs wie auch für die erste Mannschaft von Unihockey Basel Regio, ehe sie zu den UHC Kloten-Dietlikon Jets wechselte. Dort spielte sie wie in Basel sowohl für die Junioren wie auch für die erste Mannschaft in der Nationalliga A. Nach einem Jahr in Schweden bei KAIS Mora schloss sie sich 2023 den Wizards Bern-Burgdorf an.